# Jean-Claude Migeot
Jean Claude Migeot est un ingénieur aérodynamicien français né le 16 janvier 1953 à Tours.

## Débuts
Jean Claude Migeot décide de devenir ingénieur aéronautique et étudie l'aérodynamisme à l'ENSAE de Toulouse. Après avoir obtenu son diplôme il travaille chez SEP à la conception du projet Ariane 1. En 1981 il est engagé par Renault Sport comme ingénieur assistant de Marcel Hubert qui dessine les monoplaces de Formule 1 jusqu'en 1985, date de la cessation d'activité de l'équipe châssis du constructeur français. Il suit alors Harvey Postlethwaite chez Ferrari.

## Tyrrell
En 1989, Postlethwaite et Migeot rejoignent Tyrrell Racing, l'écurie de Ken Tyrrell, au plus mal ces voitures depuis 1984. Ils créent ensemble la monoplace 018 engagée lors de la saison 1989 qui permet à ses pilotes de marquer 16 points, de signer un meilleur tour en course et un podium. En 1990, les deux ingénieurs dessinent la 019 qui, avec son nez haut et son aileron déporté, se révèle être une révolution aérodynamique. Les deux premiers Grands Prix de la saison sont encore disputés avec la 018, avec laquelle Jean Alesi obtient une seconde place à Phoenix, ayant mené la course durant plus de 30 tours. La nouvelle 019 débute lors du Grand Prix de Saint Marin. La saison 1990 est du même niveau que la précédente avec 16 points et 2 podiums. La compétitivité de la 019 permet à Alesi de se mettre en valeur à plusieurs reprises, et de décrocher un contrat avec la Scuderia Ferrari pour les années suivantes.

## Depuis 1991 Fondmetal et Aerolab
En 1991, Jean Claude Migeot part avec Jean Alesi chez Ferrari. Ces années seront les pires pour l'écurie italienne minée par des guerres internes qui aboutissent, mi-1993, au renvoi général de l'équipe technique. Entretemps, Migeot rachète, avec Gabriele Rumi, Fondmetal en dépôt de bilan fin 1992. Ils créent parallèlement à l'écurie le bureau d'études Fondtech qui dispense des conseils aux équipes et réalise au besoin les monoplaces.
Il travaille ainsi pour Tyrrell, sans beaucoup de succès. Migeot rebondit chez Benetton, l'écurie championne du monde. Il poursuit ensuite chez Minardi, rachetée par Rumi, ce qui lui permet de tester les diffuseur relevés. Le décès de Rumi et les piètres performance de la monoplace de 2000 éloignent Migeot des circuits pour dix ans.
Il revient à la Formule 1 en 2009 par le biais de la société Aerolab/Fondtech, fondée avec Mike Gascoyne et qui a contribué au design de la Lotus T127.